# IC 2368
IC 2368 је појединачна звијезда у сазвјежђу Рак која се налази на листи објеката дубоког неба у Индекс каталогу.
Деклинација објекта је + 19° 52' 59" а ректасцензија 8h 26m 1,3s.